# Diplotaxodon macrops
Diplotaxodon macrops es una especie de peces de la familia Cichlidae en el orden de los Perciformes.

## Morfología
Los machos pueden llegar alcanzar los 12,5 cm de longitud total.

## Hábitat
Vive en zonas de clima tropical entre 76-128 m de profundidad.

## Distribución geográfica
Se encuentran en el lago Malawi del este de África.